# Heavy Gear (jeu vidéo)
Heavy Gear est un jeu vidéo de simulation de mecha développé et édité par Activision, sorti en 1997 sur Windows. Il a pour suite Heavy Gear II.
Après avoir perdu les droits pour adapter les jeux BattleTech/Technoguerriers, Activision s'est tourné vers l'adaptation de la licence Heavy Gear qui fait également intervenir des mechas.

## Accueil
- Computer Gaming World : 2,5/5[1]